# Sailor Beware
Sailor Beware  is een film uit 1952, gebaseerd op een toneelstuk uit 1933. Dean Martin vertolkt hierin de rol van Al Crowthers en Jerry Lewis nam de rol van Melvin Jones op zijn rekening. Hal B. Wallis produceerde de film.
Er worden vier nummers in deze film gezongen: "Today, Tomorrow, Forever", "The Sailors Polka", "Old Calliope" en "Never Before".
James Dean verschijnt in deze film als figurant, maar hij staat niet op de aftiteling vermeld.

## Rolverdeling
| Acteur          | Personage    |
| --------------- | ------------ |
| Jerry Lewis     | Melvin Jones |
| Dean Martin     | Al Crowthers |
| Corinne Calvet  | zichzelf     |
| Marion Marshall | Hilda Jones  |
| Robert Strauss  | CPO Lardoski |
| Leif Erickson   | Cmdr. Lane   |
| Don Wilson      | Mr. Chubby   |
| Vince Edwards   | Blayden      |
| Skip Homeier    | Mac          |
| Dan Barton      | 'Bama        |
| Mike Mahoney    | Tiger        |
| Mary Treen      | Ginger       |